# Mysidia carosella
Mysidia carosella är en insektsart som beskrevs av Broomfield 1985. Mysidia carosella ingår i släktet Mysidia och familjen Derbidae. Inga underarter finns listade i Catalogue of Life.